# 골드망넓은발톱땃쥐
골드망넓은발톱땃쥐(Cryptotis goldmani)는 땃쥐과에 속하는 포유류의 일종이다. 멕시코와 과테말라에서 발견된다.

## 아종
2종의 아종이 알려져 있다.
- Cryptotis goldmani goldmani
- Cryptotis goldmani machetes